# Lâu đài Bobolice
Lâu đài Bobolice là một lâu đài hoàng gia thế kỷ XIV ở làng Bobolice, Ba Lan. Khu phức hợp nằm trong khu vực cao nguyên bán núi gọi là Jura Ba Lan.

## Lịch sử
Lâu đài ở Bobolice được xây dựng bởi vua Casimir III Đại đế vào giữa thế kỷ XIV, có lẽ ở vị trí của một cấu trúc bằng gỗ trước đó. Lâu đài là một phần của hệ thống phòng thủ của các thành trì hoàng gia bảo vệ biên giới phía tây của Ba Lan bên phía Silesia. Năm 1370, ngay sau khi trở thành Quốc vương Ba Lan, Louis I Đại đế đã trao tặng lâu đài cho Władysław Opolchot, Công tước xứ Opole, như một giải thưởng cho sự ủng hộ của ông đối với các kế hoạch triều đại của nhà vua. Chín năm sau, Opolchot thuê lâu đài cho Andrzej Schoen, người Hungary đến từ Barbalas; chủ sở hữu mới đã điều khiển nó với người Đức và người Séc, những kẻ đã cướp đi cư dân địa phương và âm mưu với Lệnh Teutonic. Không hài lòng với hành vi của họ, nhà vua Ba Lan Władysław Jagiełło đã xâm chiếm Bobolice vào năm 1396 và chiếm lấy lâu đài với các điền trang liền kề. Từ thời điểm đó trở đi, các thành trì được sở hữu bởi một số gia đình, bao gồm Dołęga (huy hiệu Dołęga), Szafrańcowie, Trestkowie, Krezowie (Ostoja huy; chủ sở hữu từ năm 1486) và sau đó Chodakowscy, Męcińscy và Myszkowscy (huy hiệu Jastrzębiec, chủ sở hữu của lâu đài Mirów lân cận). Tại Bobolice lâu đài, đỉnh Dołęga (huy hiệu Dołęga) được đặt phía trên thành trì cửa. 

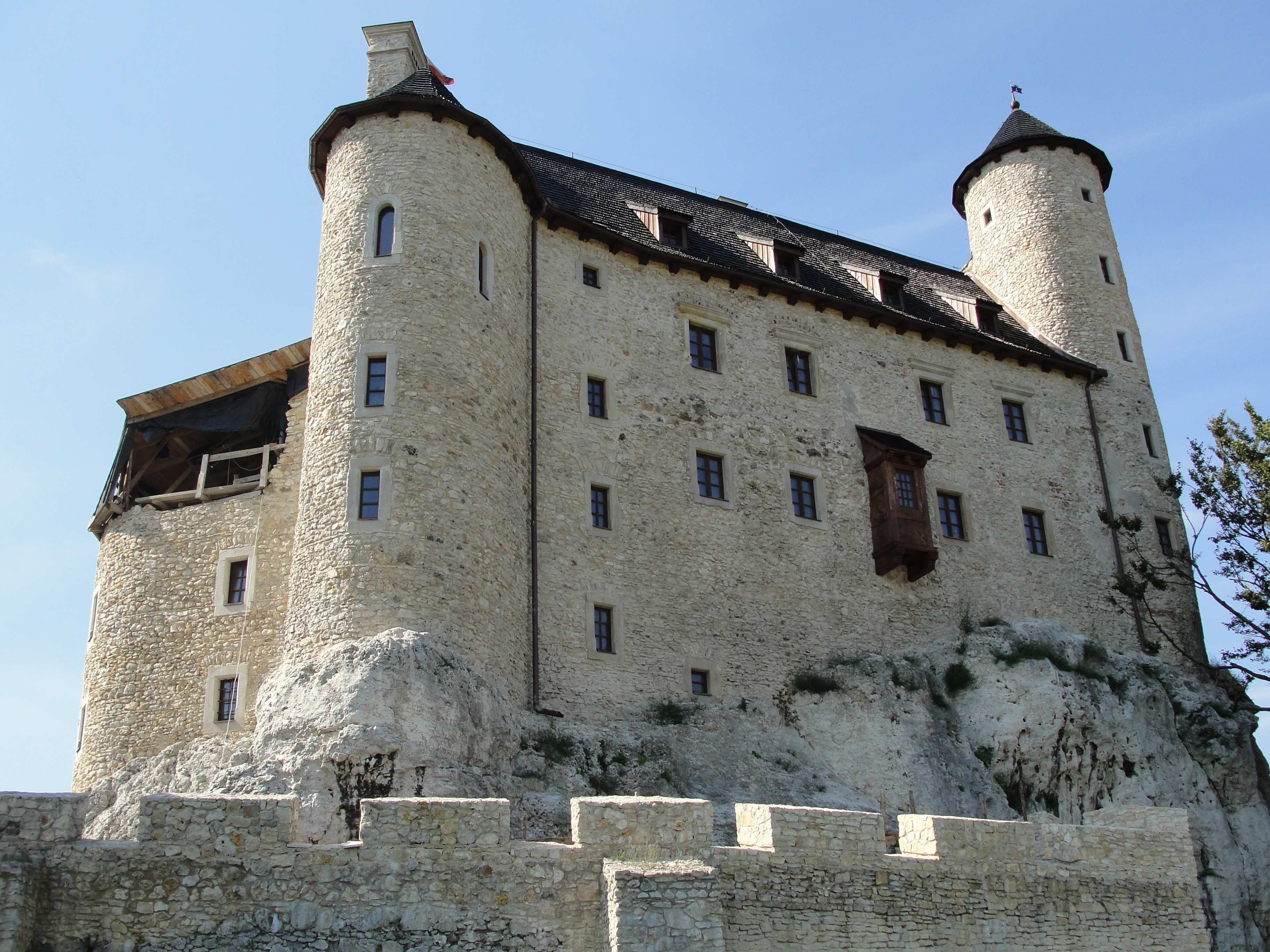
Khu dân cư của lâu đài

Theo biên niên sử thế kỷ XV, một đại diện của gia đình Krezowie đã bắt và giam cầm cháu gái của mình trong Lâu đài Bobolice. Cô vẫn được cho là ám ảnh thành trì như một quý cô mặc đồ trắng. Ngoài ra còn có một câu chuyện về hai anh em sinh đôi, chủ sở hữu các lâu đài ở Mirów và Bobolice. Truyền thuyết kể rằng họ đã đào một đường hầm giữa hai thành trì để họ có thể thường xuyên gặp tête à tête. Một ngày nọ, họ sở hữu một kho báu lớn - họ giấu nó trong đường hầm và đặt một phù thủy trông có vẻ đáng ghét để răn đe bất kỳ tên trộm tiềm năng nào. Hai anh em hiểu nhau một cách hoàn hảo và có thể đi qua lửa và nước cho nhau. Tuy nhiên, tình bạn của họ đã bị đặt vào một thử thách khó khăn, khi một anh trai đưa một cô gái xinh đẹp từ cuộc thám hiểm chiến tranh của anh ta. Nghi ngờ rằng anh trai sinh đôi của mình có thể đã yêu cô gái, anh ta nhốt cô trong hầm gần kho báu. Một ngày nọ, trong sự vắng mặt của mụ phù thủy, người đang tham dự ngày lễ của phù thủy ở Núi Hói, anh ta bắt gặp cặp tình nhân trong hầm. Anh ta nổi giận, giết anh trai mình và dùng gạch bít cô gái trong ngục tối lâu đài. Con ma của cô gái vẫn được cho là ám ảnh tòa tháp lâu đài. 

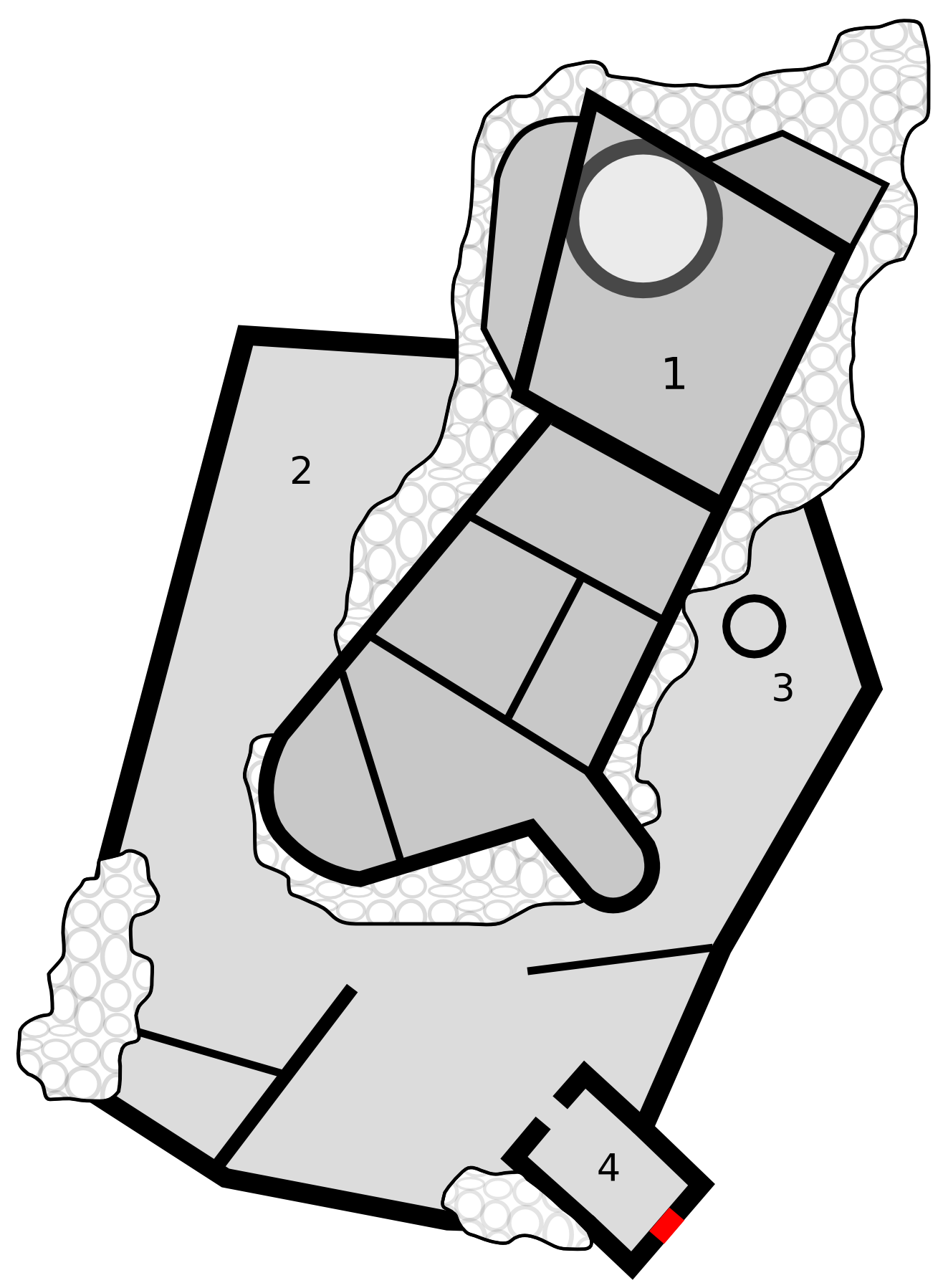
Kế hoạch của lâu đài

Sự khởi đầu của sự suy tàn của lâu đài bắt đầu từ năm 1587, khi nó bị tàn phá nặng nề trong cuộc xâm lược của Maximilian III, Archduke của Áo, một đối thủ của Zygmunt III Waza lên ngai vàng Ba Lan. Lâu đài được xây dựng lại bởi các chủ sở hữu lúc đó là gia đình Krezowie, nhưng vào năm 1657, trong thời kỳ Đại hồng thủy, nó đã bị cướp phá và hoàn toàn bị phá hủy bởi quân đội Thụy Điển. Tình trạng của thành trì tồi tệ đến mức khi vua John III Sobieski đến đây vào năm 1683, ông phải qua đêm trong một cái lều.
Vào thế kỷ XIX, một kho báu khổng lồ đã được tìm thấy trong các hầm chứa. Người ta cho rằng phần của nó có thể được lưu trữ trong đường hầm huyền thoại giữa Bobolice và Mirów. Năm 1882, sau khi ra khỏi vùng đất, những bức tường vốn đã bị bỏ hoang đã được gia đình nông dân Baryłów mua lại. Bây giờ lâu đài thuộc về gia đình Lasecki, người quyết định xây dựng lại vào năm 1999.

## Kiến trúc
Lâu đài nằm trên một ngọn đồi đá dốc (360 m so với mực nước biển). Cho đến nay, chỉ có phần trên của thành trì (tòa nhà dân cư có ít nhất hai tầng và tàn dư của tháp tường hình trụ) vẫn còn tồn tại. Lâu đài có thể truy cập thông qua một cây cầu trên con hào khô, và toàn bộ công trình được bao quanh bởi những bức tường với các khối, được làm bằng đá vôi trắng địa phương. Hiện tại các công trình tái thiết đang được tiến hành để khôi phục cổng vào và tường chu vi xung quanh khuôn viên lâu đài.

## Bộ sưu tập

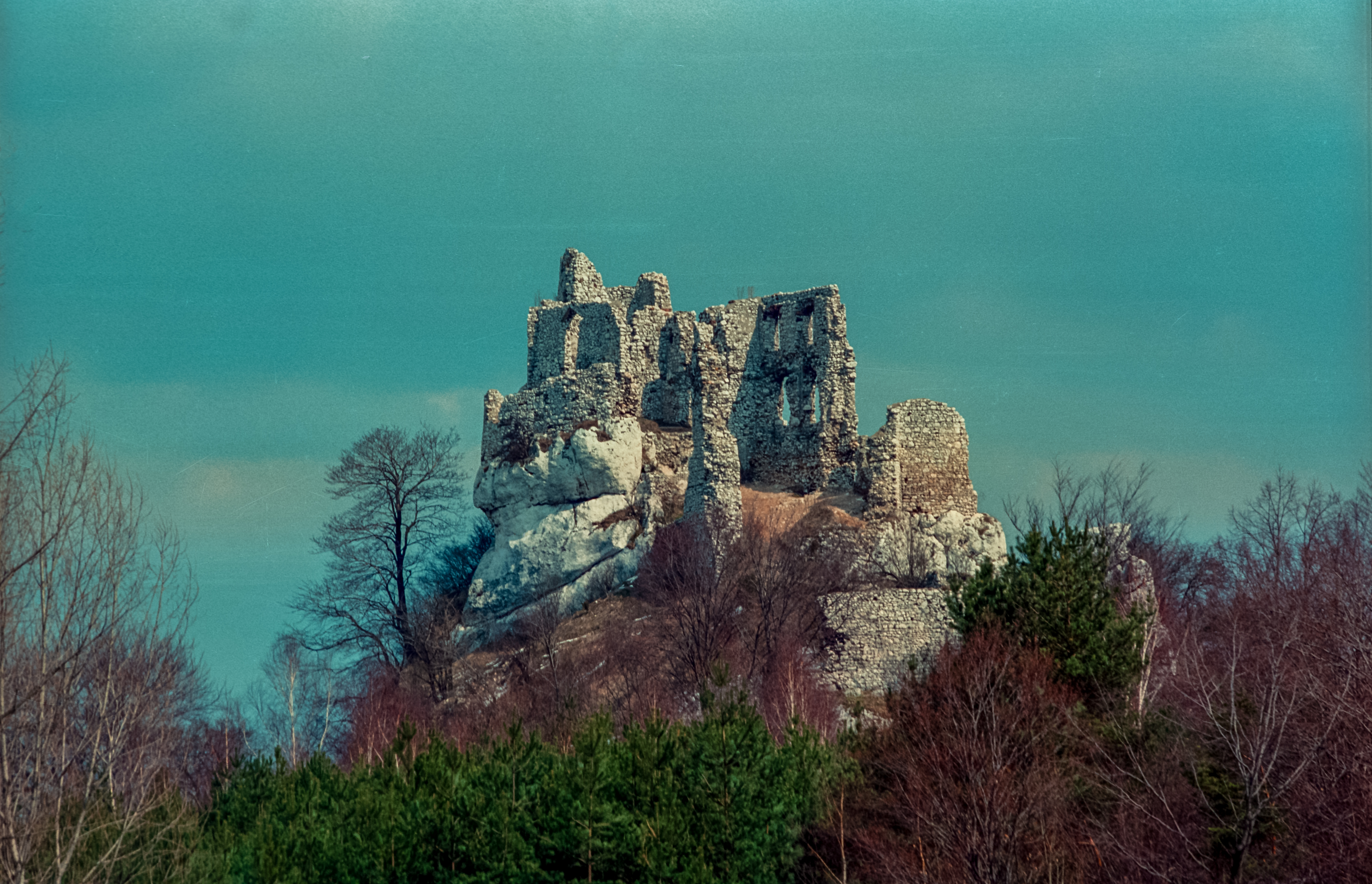
Lâu đài đổ nát trước khi trùng tu
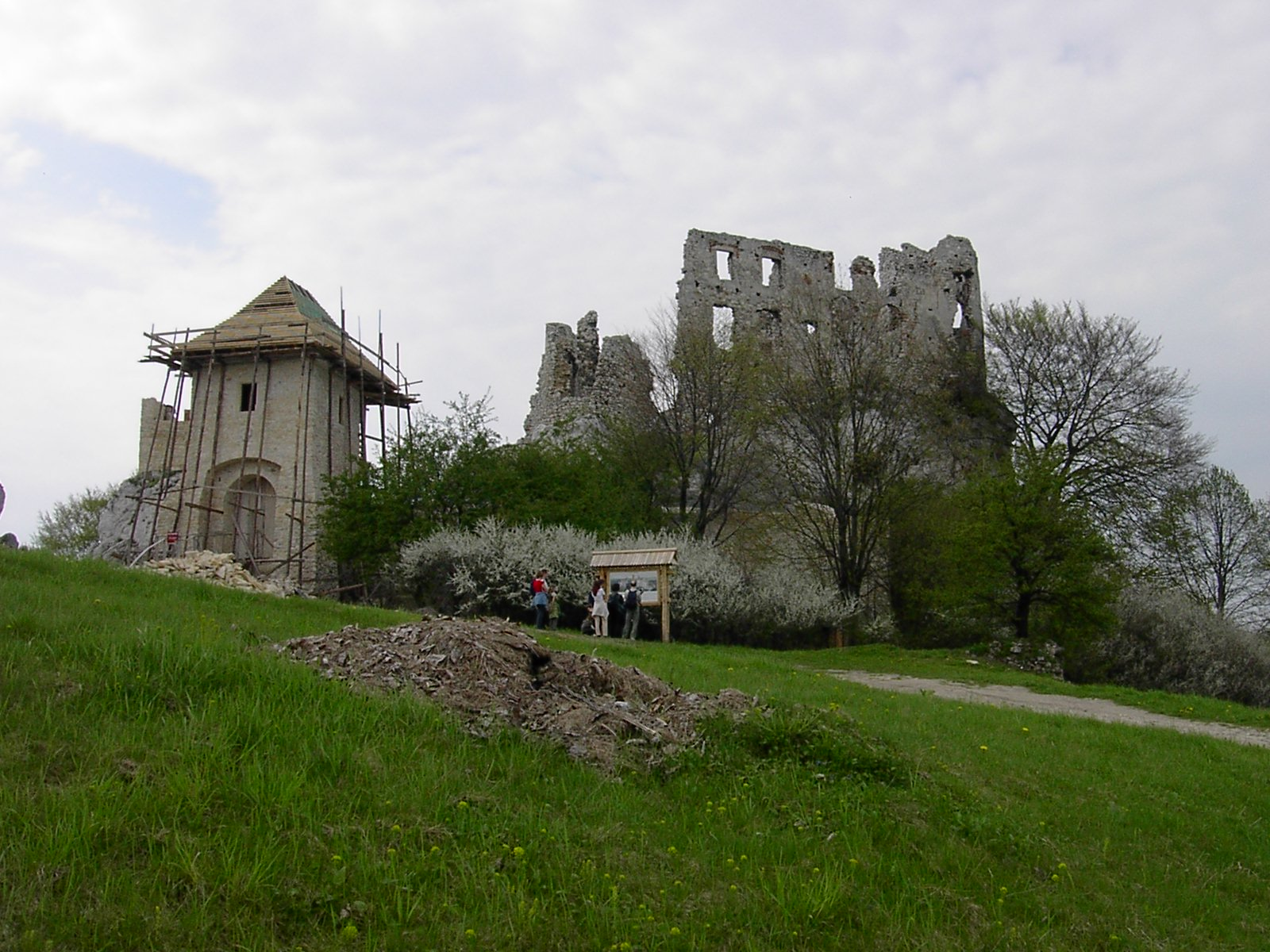
Bắt đầu phục hồi lâu đài vào năm 2004
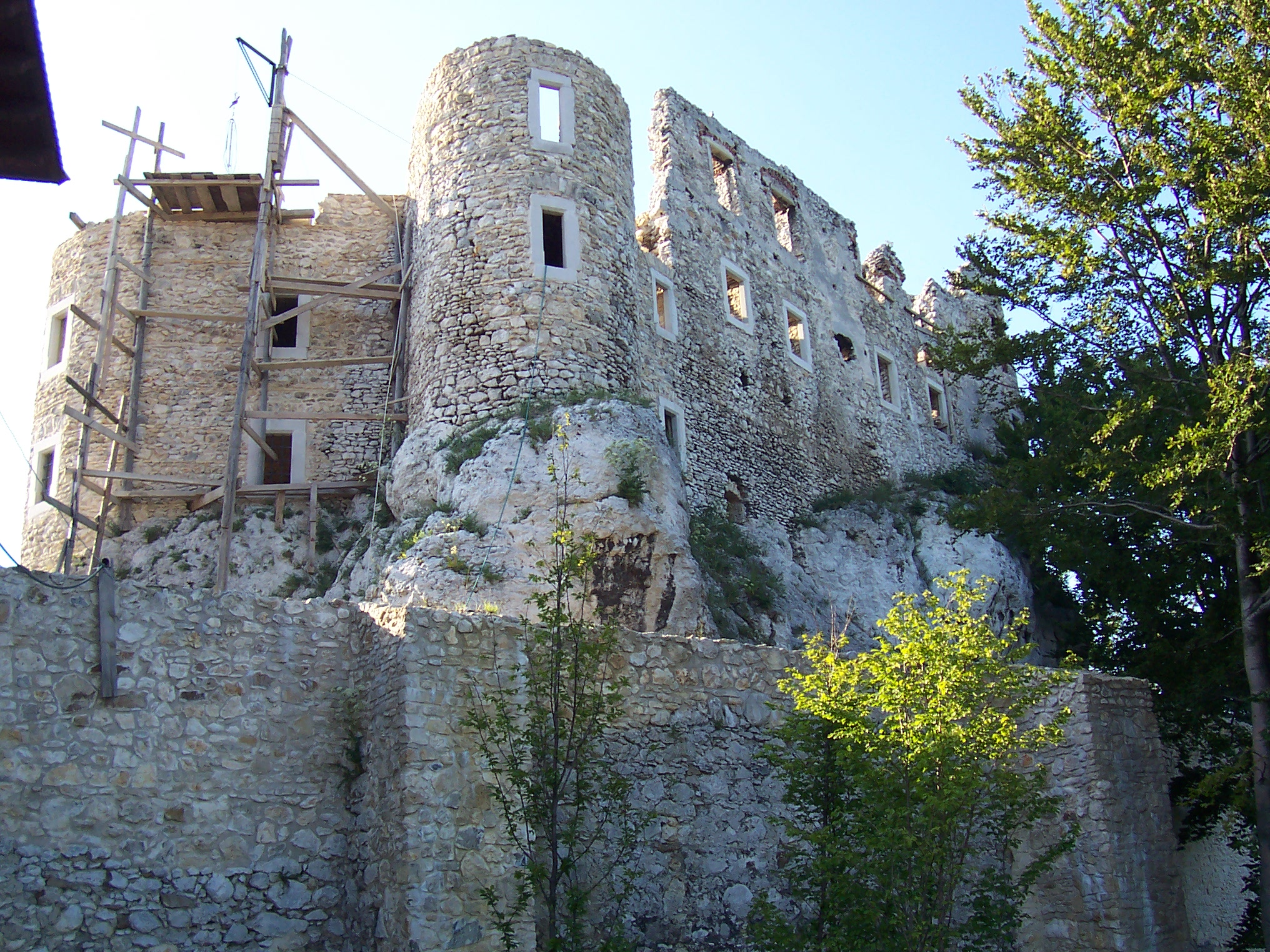
Lâu đài vào tháng 7 năm 2007
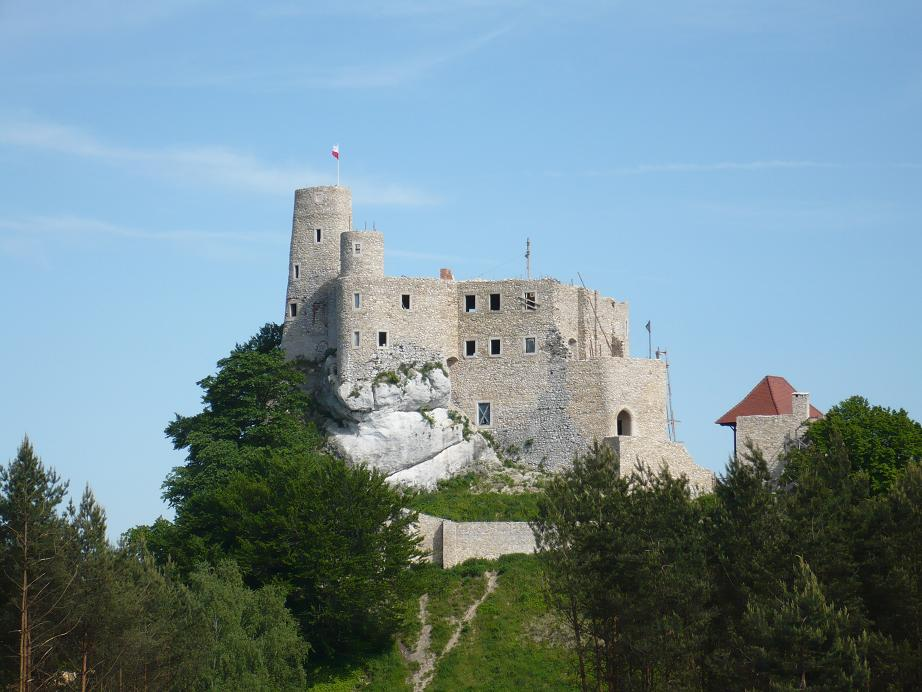
Lâu đài Bobolice 2008
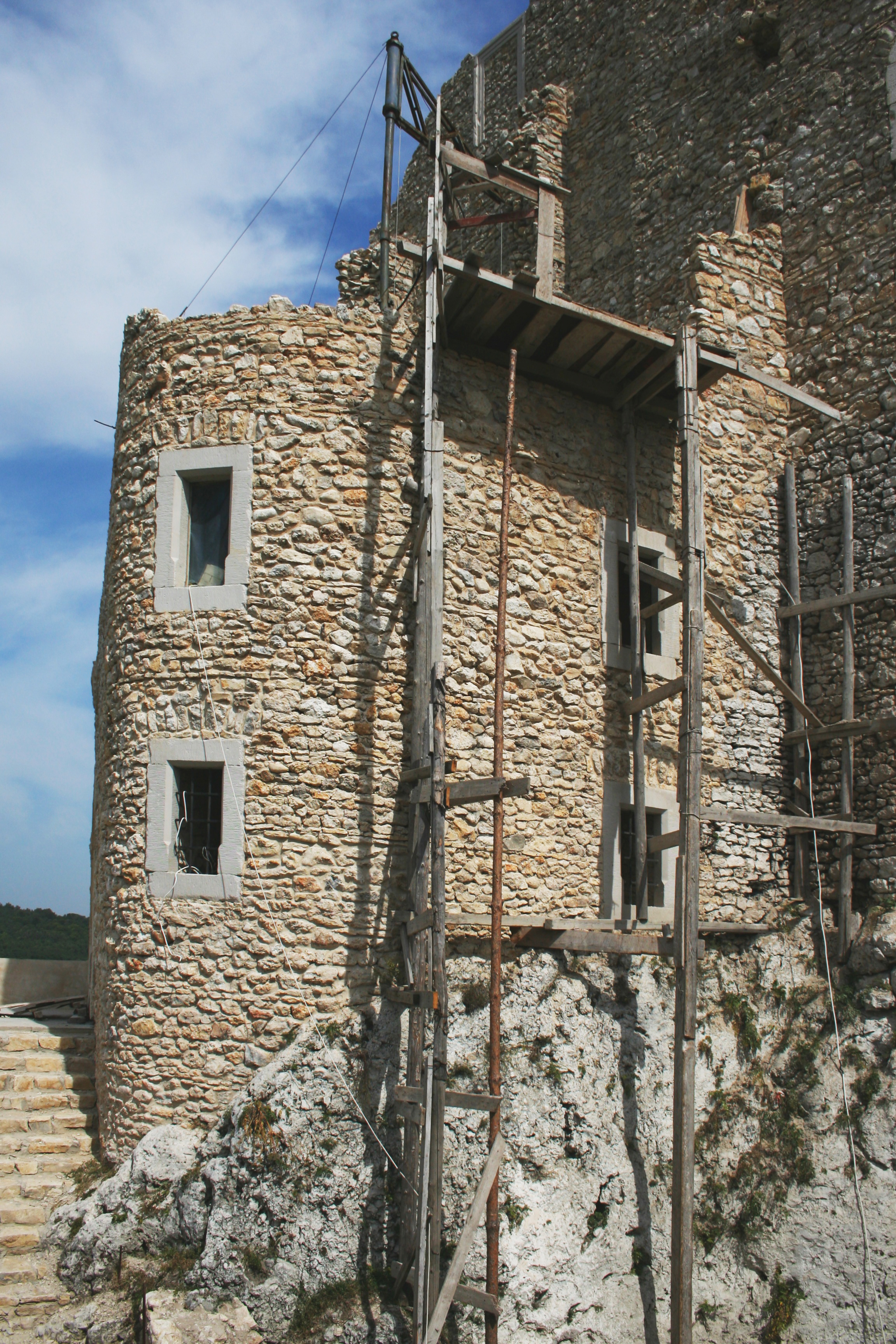
Việc xây dựng lại một trong những tòa tháp của lâu đài (tháng 8 năm 2008)
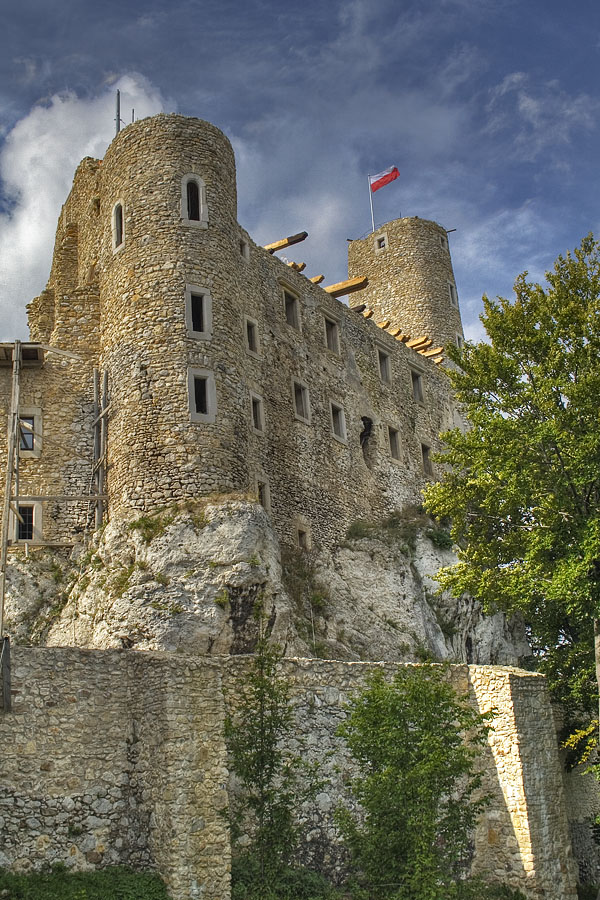
Lâu đài Bobolice vào tháng 9 năm 2008
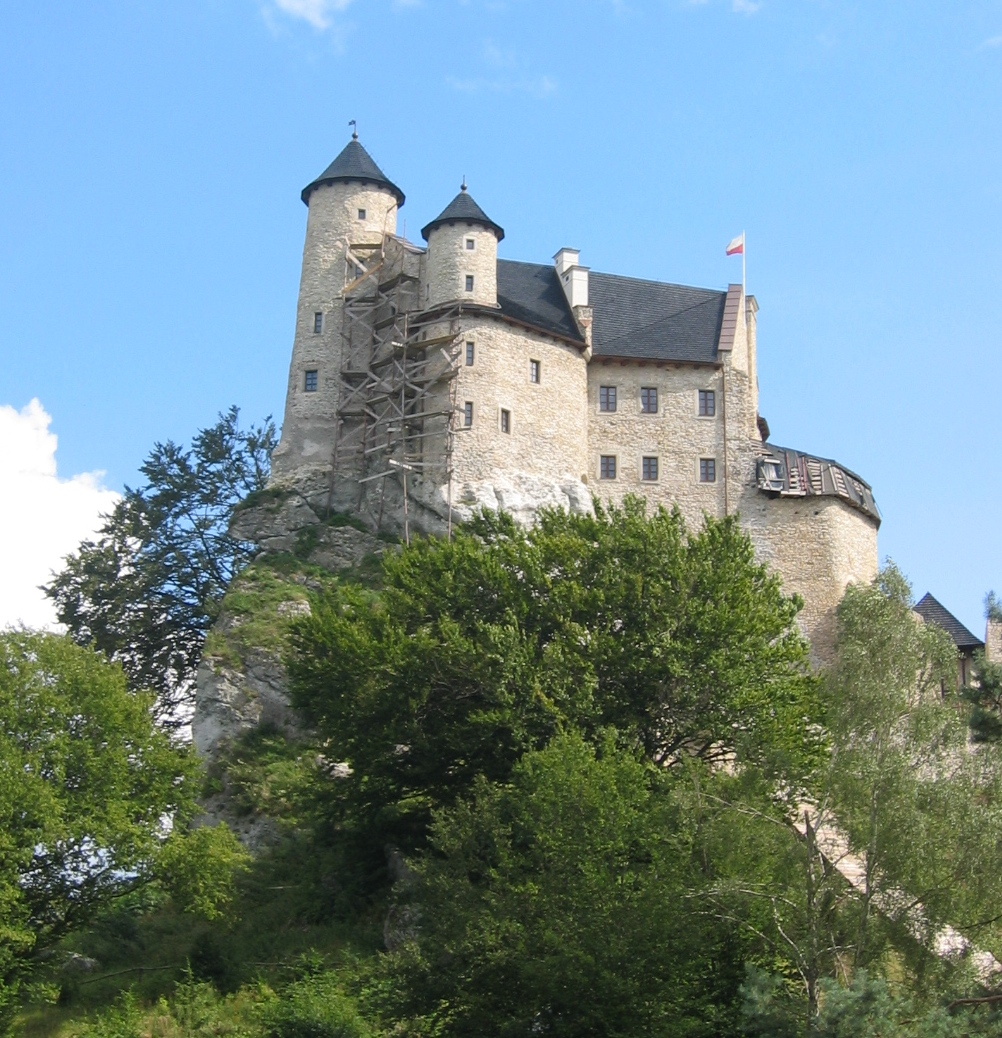
Lâu đài Bobolice vào tháng 8 năm 2010
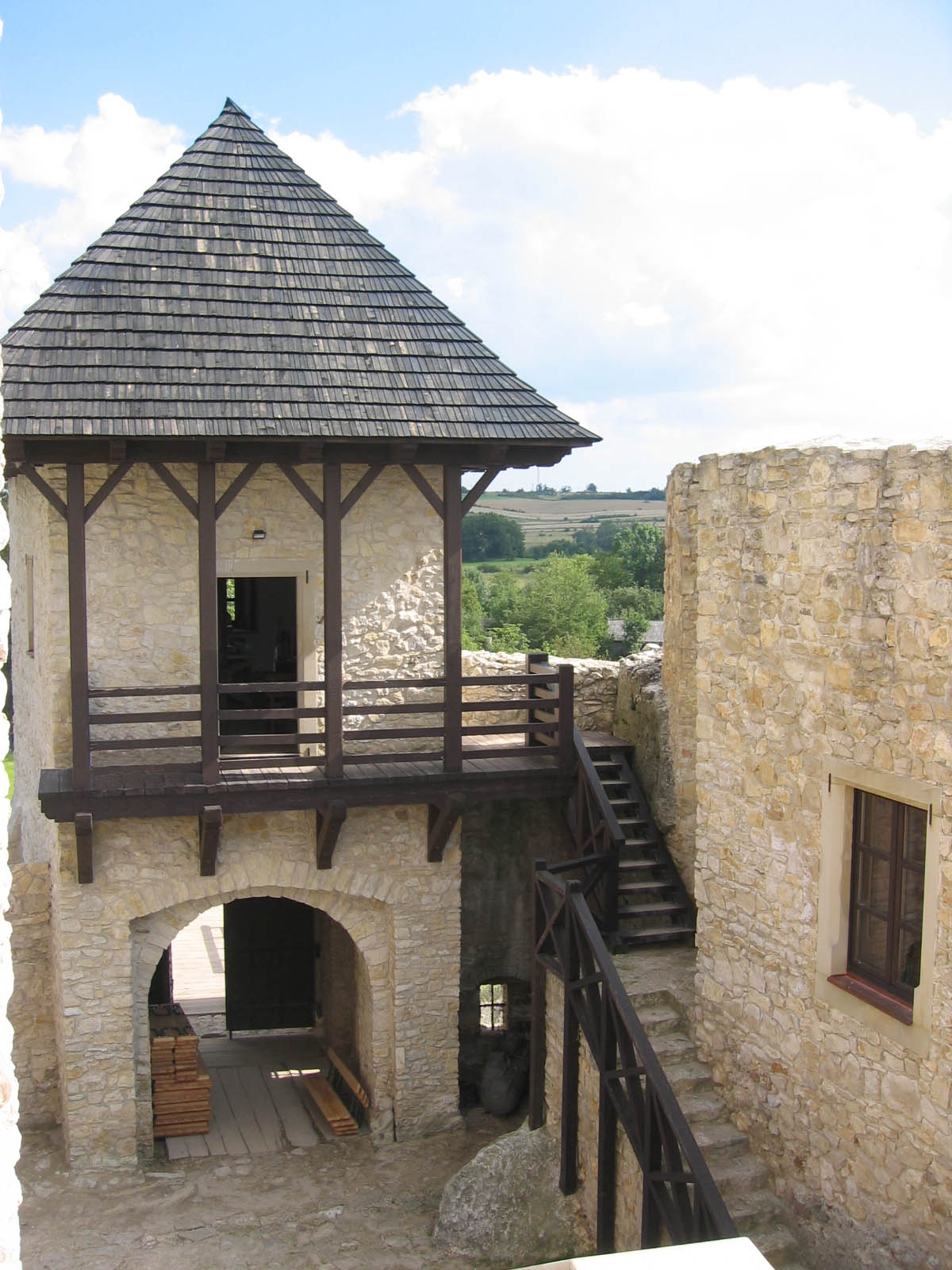
Tháp cổng lâu đài Bobolice, tháng 8 năm 2010
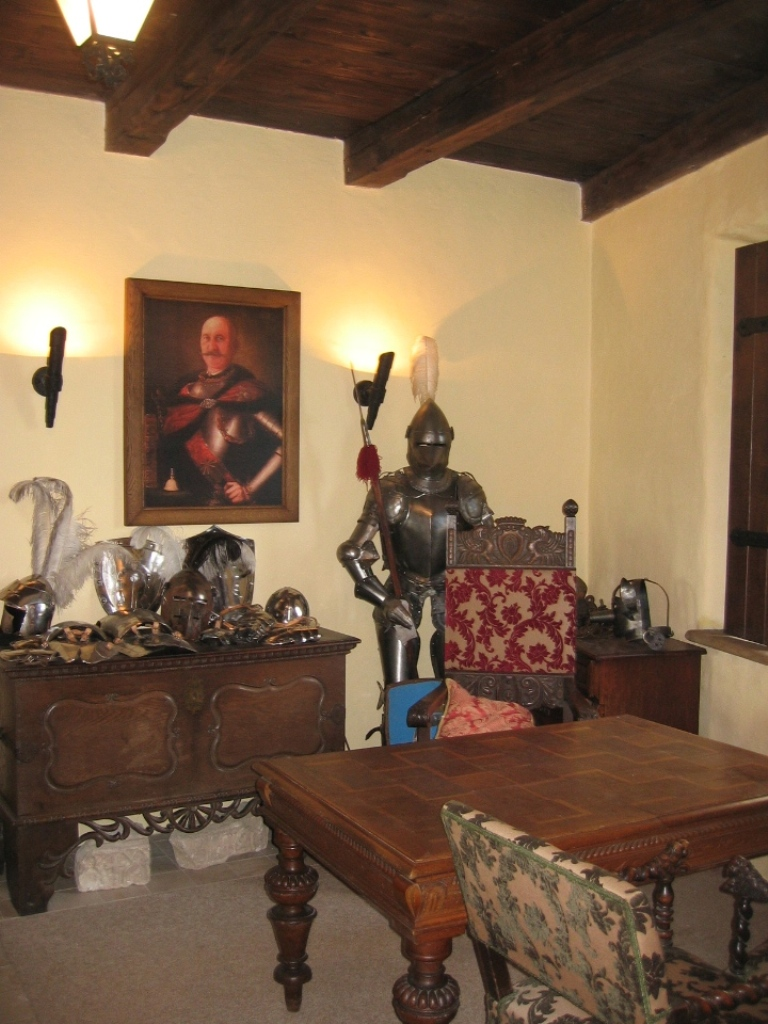
Lâu đài Bobolice - nội thất của nhà bảo vệ được xây dựng lại, tháng 8 năm 2010
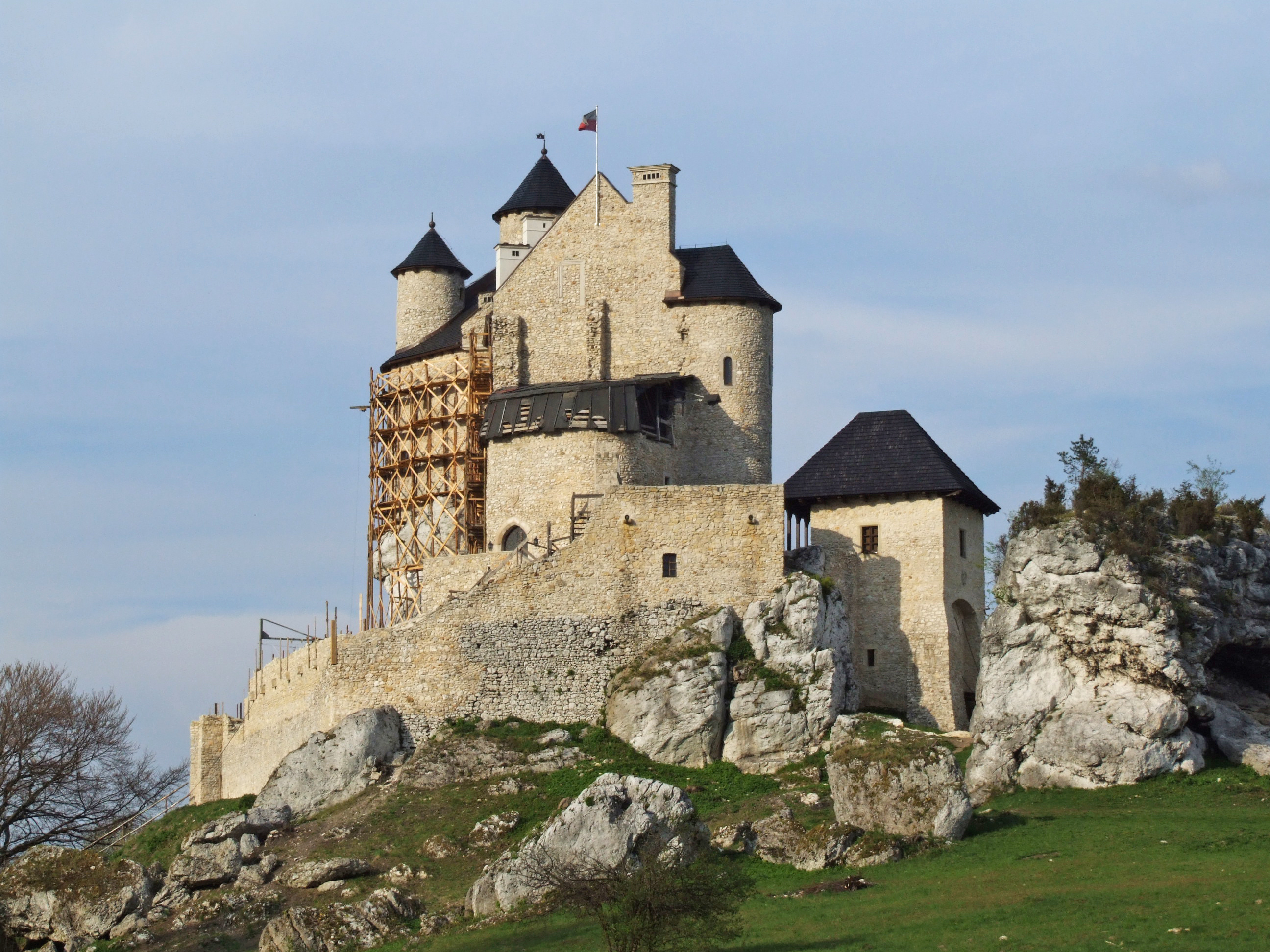
Castle Bobolice trong quá trình tái thiết vào tháng 4 năm 2011
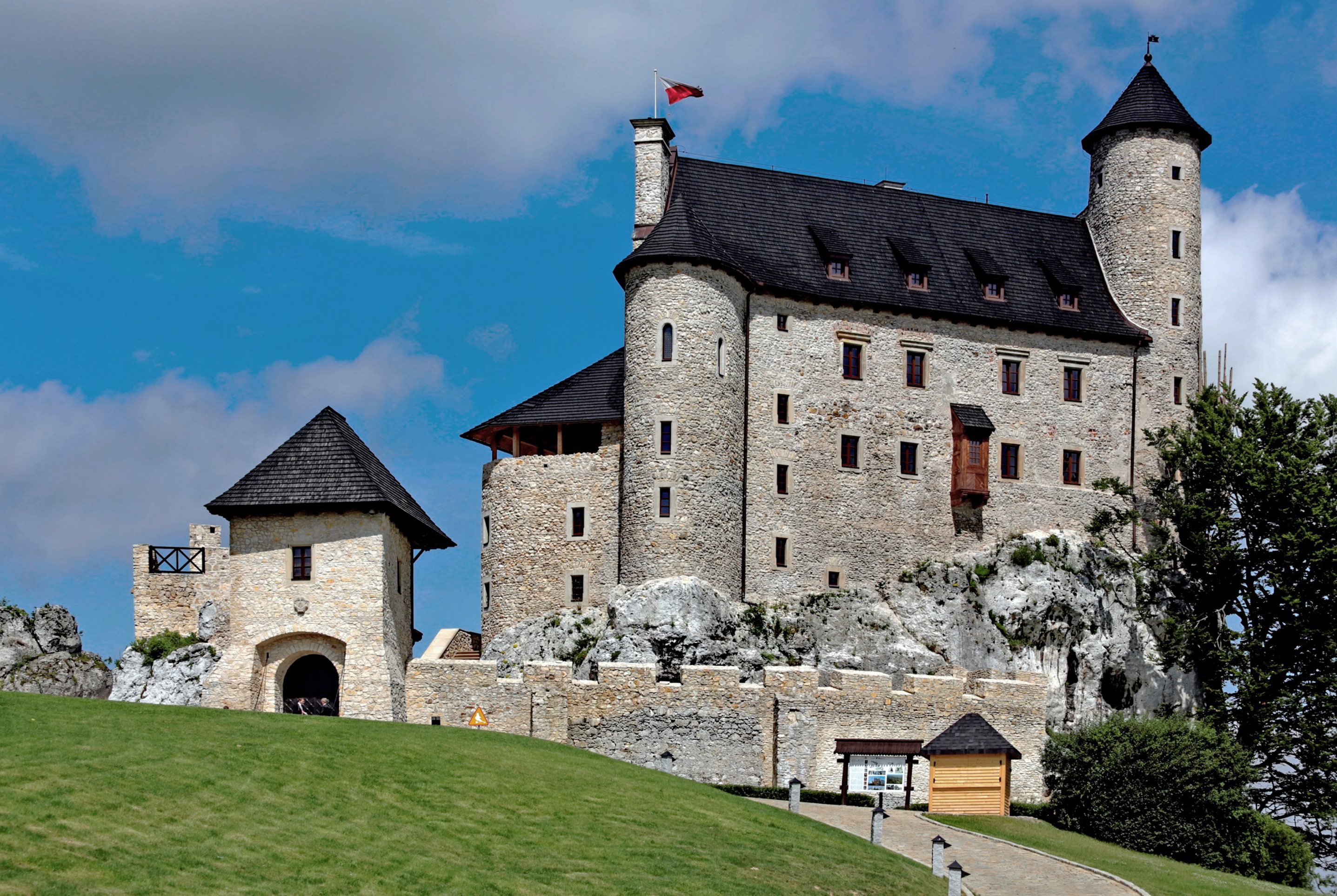
Lâu đài 2013
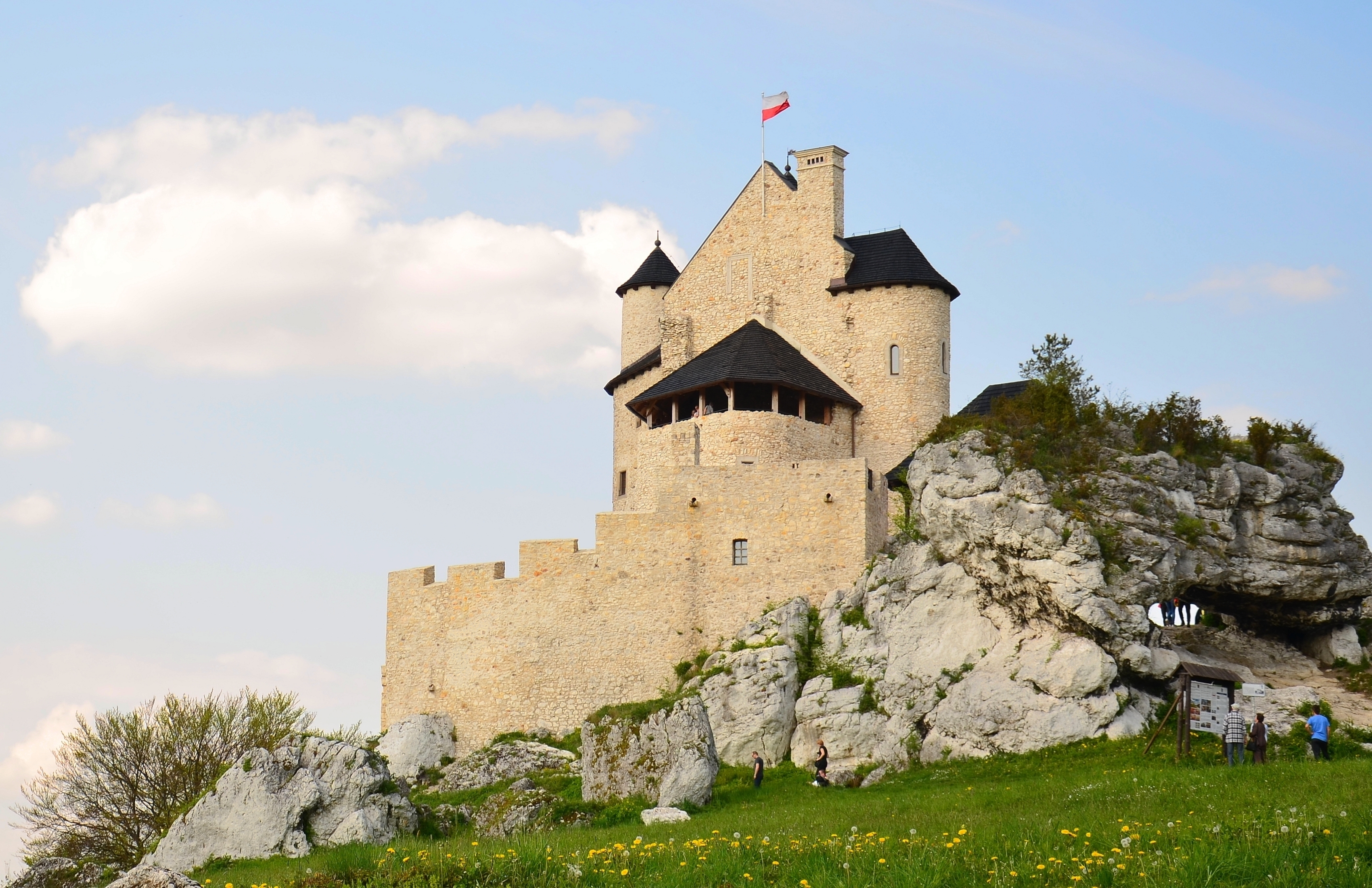
Lâu đài 2014